# Hans Henrik Lefolii
Hans Henrik Lefolii, född den 19 februari 1819 på Christianshavn, död den 7 april 1908, var en dansk skolman.
Lefolii blev student vid Köpenhamns universitet 1837 och candidatus philologiae 1842. År 1843 blev han adjunkt i Sorø, 1844 overlærer i Rønne, senare i Odense, och 1866—92, då han tog sitt avsked, var han rektor i Viborg. Hans folkliga, av Grundtvig påverkade inriktning var inte utan inflytande på hans styre av skolan (avskaffandet av de dagliga betygen , intresset för en enhetsskola). Utöver flera intressanta skolprogram, särskilt Om Skolen som væsentlig medvirkende til Standsomskiftningen (1876), utgav han Fortællende Digte for Børn (1860), Fortællinger og Sagaer for Børn (1860—61), Nials Saga genfortalt (1863) samt Fra Gudelivet og Gudetroen i Nordens Hedenold (1866) och efter sitt avsked nyttjade han sitt otium till att översätta Sallustius: Catilina og Jugurtha for "Selskabet til Historiske Kildeskrifters Oversættelse", vars historia han också har nedtecknat i Et Tilbageblik (1900).